# Julien Doré
Pour les articles homonymes, voir Doré.
Julien Doré, né le 7 juillet 1982 à Alès (Gard) est un auteur-compositeur-interprète, musicien, producteur et acteur français.
Il se fait connaître après avoir gagné la cinquième saison de Nouvelle Star en 2007. Il signe ensuite six albums studio : Ersatz (2008), Bichon (2011), Løve (2013), & (2016), Aimée (2020) et Imposteur (2024).

## Biographie

### Jeunesse et vie privée
Julien Doré grandit à Lunel et à Nîmes, où il poursuit ses études secondaires au lycée Louis Feuillade et pratique le football au Gallia Club Lunel. Après un bac littéraire, il fréquente l'École supérieure des beaux-arts de Nîmes pendant cinq ans.
En 2002, affublé du nom de Julian Goldy (pour Doré), il fonde le groupe Dig Up Elvis (Déterrez Elvis) avec Guillaume de Molina à la guitare, Céline Linsay au chant et au tambourin et son meilleur ami, Julien Francioli, à la basse. Baptiste Tiste les rejoint à la batterie un peu plus tard. Le groupe joue dans les bars de la région de Nîmes.
En 2006, Julien Doré et Guillaume de Molina forment également le projet « The Jean D’Ormesson Disco Suicide » ou « Jean D'Ormesson's », groupe protéiforme qui reprend des succès disco en les reformatant dans un style proche de la musique du sud des États-Unis. Sont ainsi réarrangés des titres comme Born to Be Alive ou Les Démons de minuit.
En 2007, il participe à l'émission de télé-crochet Nouvelle Star dont il sort gagnant. La même année, il est élu « homme le plus sexy de l'année » par le magazine ELLE. Avant le succès qu'il connaît grâce à Nouvelle Star, Julien Doré travaillait dans une entreprise de manutention et jouait avec son groupe Dig Up Elvis dans des bars de Nîmes où ils étaient « payé[s] en bières ». Une vidéo placée sur YouTube le 27 octobre 2006 montre l'animateur Cauet diffusant sur Fun Radio quelques secondes d'un titre intitulé Je vais t'enculer par un jeune chanteur nommé « Julien Doré ». Il semblerait que Julien ait envoyé ce titre à l'animateur de radio alors qu'il était encore étudiant. Il porte plusieurs tatouages : les noms de ses deux groupes (The Jean d'Ormesson's en haut du bras gauche et Dig Up Elvis à la face interne de l'avant-bras droit), et aussi Marcel Duchamp sur le pectoral gauche, une grande croix celtique noire sur l'épaule gauche inspirée de celle de Dave Gahan qui changea sa vision de la musique, lorsqu'il assista au concert Depeche Mode aux Arènes de Nîmes et Artist en haut du dos à droite, également un cœur à l'avant-bras gauche où est inscrit « Baie des Anges », « Rrose Selavy » au biceps droit et « dada » au poignet droit.
Selon le site Généanet, Julien Doré n'est pas l'arrière-arrière-petit-neveu de l’illustrateur Gustave Doré,, contrairement à ce qui a été affirmé. Il est en revanche l'arrière-arrière-petit-fils d'Émile Waldteufel.

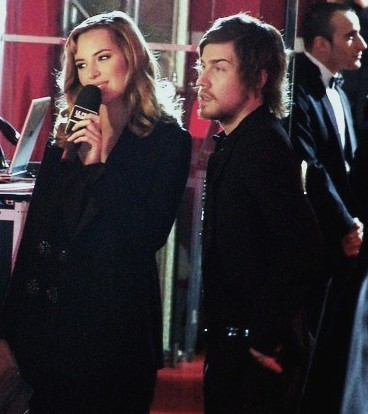
Julien Doré avec Louise Bourgoin, en 2008.

Il partage la vie de Louise Bourgoin entre 2007 et 2010. Il vit avec l'actrice Marina Hands de 2010 à 2012.
Depuis le début des années 2010, il affirme être végétarien,, notamment à cause de la condition animale dans l'« élevage intensif ».
Depuis 2018, il a quitté Paris pour revenir dans la région où il a grandi. Il s'est réinstallé dans le Sud de la France, dans les Cévennes plus précisément,,.
Depuis novembre 2018, il a deux bergers blancs suisses, Simone et Jean-Marc,. Ils apparaissent dans le clip La Fièvre ainsi que dans le titre Waf. Ils ont depuis novembre 2020 un compte Instagram.
Depuis 2016, il affirme penser à la paternité plutôt deux fois qu'une,, une envie qu'il a réaffirmée lors de la sortie de son cinquième album Aimée en 2020. Il affirme avoir eu une discussion avec Francis Cabrel sur l'adoption,. Il est devenu père pour la première fois en mars 2021 d'un petit garçon.

### Participation à laNouvelle Star

#### Déroulement
Julien Doré est sélectionné lors d'une audition à Marseille de la saison 5 de Nouvelle Star, où il se présente avec un ukulélé sur lequel il a apposé l'autocollant de son groupe « Dig Up Elvis », il interprète Excellent du groupe Sharko, (dont le chanteur, David Bartholomé, utilise beaucoup le ukulélé également). Sa participation n'a à l'origine pour but que de faire de la publicité pour ce groupe. D'ailleurs, le jury, au départ réticent à ce qu'il chante avec un instrument, le refuse. Mais la production décide tout de même de le faire passer, à condition qu'il chante a cappella. La deuxième chanson interprétée lors du casting par Julien devant le jury, Funny Fishy Pussy, est d'ailleurs une composition de son autre groupe « The Jean D'Ormesson Disco Suicide ».
Après les épreuves de sélection au théâtre du Trianon, Julien fait partie des 15 candidats sélectionnés pour les émissions en direct. Il débute par une reprise jazzy du titre Like a Virgin de Madonna (reprise empruntée au chanteur américain Richard Cheese).
À partir de sa reprise de Moi... Lolita — chanson à l'origine interprétée par Alizée — dans une version acoustique qu'il a déclarée inspirée d'un concept qu'avait imaginé son groupe The Jean D'Ormesson Disco Suicide, il livre sa capacité personnelle d'adaptation musicale. Ici, la chanson est caractérisée par un tempo ralenti qu'il a fait adapter, grâce au pianiste, par l'orchestre de scène de Baltard, avec des paroles modifiées par des substitutions poétiques. Avec cette interprétation, Julien Doré commence à attirer la curiosité de la presse écrite : il est notamment l'objet de la rubrique emblématique « Portraits » qui occupe la dernière page du quotidien Libération.
Il prend alors l'habitude de retoucher les paroles des chansons qu'il interprète, tout au long de l'émission de télé-crochet, afin d'y glisser des allusions personnelles (ainsi, dans Les Bêtises de Sabine Paturel, le vers « j'ai tout découpé tes rideaux » devient « j'ai tout relu Françoise Dolto », et dans Mourir sur scène de Dalida, « je veux mourir fusillée de lasers » devient « je veux mourir fusillé par Drucker »).
Il termine vainqueur de la Nouvelle Star 2007,, face à Tigane, le 13 juin, lorsqu'il est élu par le public. Il a interprété les morceaux suivants :
- Like a Virgin (Madonna)
- Les Mots bleus (Christophe)
- Heartbreak Hotel (Elvis Presley)
- Comme d'habitude (Claude François)
- Light My Fire (The Doors)
- Moi... Lolita (Alizée)
- Strangers in the Night (Frank Sinatra)
- Mourir sur scène (Dalida)
- I Put a Spell on You (Screamin' Jay Hawkins)
- Le Coup de soleil (Richard Cocciante)
- ...Baby One More Time (Britney Spears)
- Les bêtises (Sabine Paturel)
- Tainted Love (Soft Cell)
- Vanina (Dave)
- Smells Like Teen Spirit (Nirvana)
- You Really Got Me (The Kinks)
- Le Mal-Aimé (Claude François)
- Les Bêtises (Sabine Paturel)

## Carrière

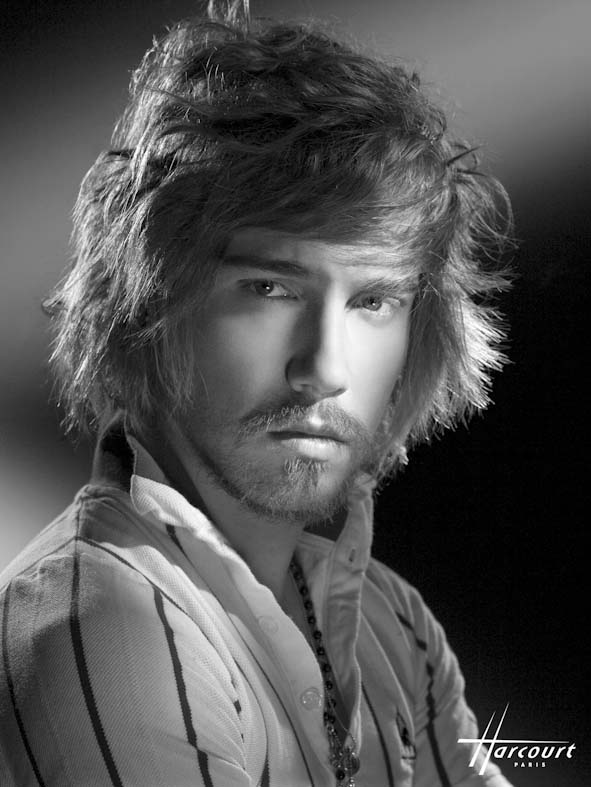
Julien Doré en 2008 par le studio Harcourt.

### En solo

#### Années 2000
Le 16 juin 2008, Julien Doré a sorti son premier album solo qui s'intitule Ersatz, un titre que Julien a en tête depuis plusieurs années[réf. nécessaire]. Ersatz peut être aussi vu comme un jeu de mots[pas clair] caché, car un synonyme pourrait être « succédané », soit « succès d'année », ce que l'auteur avoue espérer dans une interview pour sept à huit en 2008. L'album a été certifié disque d'or pour plus de 100 000 ventes.
Le premier extrait, Les limites, sorti le 31 mars 2008 en téléchargement, est un titre composé par David Scrima, musicien et dessinateur de musique rock. Le clip, édité en trois versions, est une citation — ou un pastiche — respectant les cadrages, la chorégraphie et les thèmes d'un numéro musical de Serge Gainsbourg (en chanteur) et Jean-Pierre Cassel (en danseur) datant de 1964.
Plusieurs artistes participent à son album, comme Christophe, Arno, le groupe Cocoon ou encore Ben d'Herman Düne. Dans les Inrocks, Julien Doré se dit très influencé par le groupe Archive et voudrait reproduire sur son disque l'aspect cinématographique avec des chansons qui font des boucles, des cycles, des spirales. L'influence de Serge Gainsbourg est aussi marquée, certes par la présence sur son premier album de la chanson SS in Uruguay de Gainsbourg.
En octobre 2008, il part en tournée jusqu'en décembre 2009, accompagné sur scène par Arman Méliès (guitares) et Julien Noël (claviers) qui ont tous deux participé à l’album, ainsi que par Jeff Boudreaux (batterie) et Édouard Marie (basse, contrebasse). Julien Doré chante alors les titres d’Ersatz mais également des reprises et des compositions inédites. Pour garder une trace de quelques-uns de ces morceaux et de cette formation musicale autobaptisée The Bash, un EP, comprenant cinq titres en anglais, est enregistré à l’automne 2009, sortant en partenariat avec le magazine ELLE.
En 2009, il remporte la Victoire de la musique dans la catégorie album révélation et vidéo clip ainsi que le globe de cristal pour le meilleur interprète masculin de l'année.

#### Années 2010
Le 21 mars 2011, Julien Doré publie son second album intitulé Bichon (certifié disque d'or) et auquel ont collaboré notamment Arman Méliès, Dominique A, Philippe Katerine, Guillaume Brière et Benjamin Lebeau du groupe The Shoes. On y retrouve un duo avec Françoise Hardy (BB Baleine) et des participations d'Yvette Horner (Homosexuel) et de l'actrice algérienne Biyouna sur le morceau Bergman. Le premier extrait de l'album s'appelle Kiss me forever. L'artiste sera en tournée pendant quatre mois à compter du mois de septembre 2011[source insuffisante].

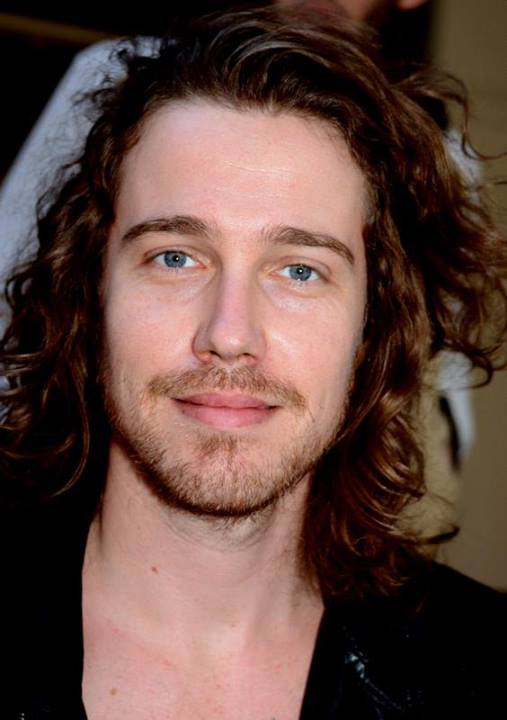
Julien Doré en 2013.

En juillet 2013 sort Paris-Seychelles, premier single du 3e album studio Løve, sorti le 28 octobre 2013. L'album se vend à plus de 400 000 exemplaires et celui-ci est certifié triple disque de platine. En juillet 2014, sur la scène des Francofolies de La Rochelle, Julien revisite l'album La Notte, la Notte d'Étienne Daho. En 2015, il remporte la Victoire de l'artiste interprète masculin aux Victoires de la musique, en 2016 sort l'album &, certifié disque de diamant pour plus de 500 000 exemplaires vendus et en 2018 sort l'album Vous & moi qui contient dix des treize chansons du précédent album studio ré-enregistrées en versions acoustiques.

#### Années 2020
En 2020, après deux années d'absence, le chanteur dévoile son nouveau single intitulé La fièvre. Une chanson dédiée au réchauffement climatique, Julien Doré souhaite alerter ses fans sur ce danger. Un clip tourné en Camargue, l'artiste s'engage dans l'écologie et cette chanson est une manière d'agir pour la planète,,. Le 24 août, il dévoile le single Barracuda II, une ballade piano-voix. Le clip vidéo, tourné à Tornac, est sorti le même jour.
Quatre années après le succès de son album &, Julien Doré dévoilera son nouvel opus intitulé Aimée le 4 septembre 2020. Lors de la finale de The Voice Kids diffusée le 10 octobre 2020 sur TF1, Julien Doré devient coach suppléant et épaule les candidats en lice pour le fameux trophée de la victoire.
En 2023, Julien Doré apparaît en featuring sur la chanson Beau de Joseph Kamel.
Quatre années après le succès de son album Aimée, Julien Doré annonce la sortie prochaine d'un album composé uniquement de reprises. Le 28 août 2024, sort le clip de sa reprise de Pourvu qu'elles soient douces de Mylène Farmer. Le 26 septembre, sort sa reprise de Toutes les femmes de ta vie des L5. Son album Imposteur sort le 8 novembre 2024.

### En groupe
Les Dig Up Elvis ont aussi enregistré en studio quelques titres qu'ils ont écrits et composés comme Melodrama in Helsinki, Bach Rickenbacker, Bloody Protection, Mona Liza, I Shit on my Rock and Roll.
En 2010, un EP du groupe est sorti lors d'une tournée des clubs, nommé The Gipsy and The King
.

## Tournées

### Ersatz
- 2008-2009 : Concerts des salles club, théâtres et festivals  - 100 dates
- 2009 : Captation concert "Les Vieilles Charrues"
- 2009 : Captation concert  "Paléo"

### Bichon
- 2011-2012 : Concerts des salles club, théâtres et festivals  - 90 dates
- 2011 : Captation Concert à la Ferme pour France 2
- 2011 : Tournée RIcard Live - Concerts Gratuits - 7 dates

### Løve Tour
- 2014-2015 : Concerts des salles club, théâtres et festivals et deux zéniths - 160 dates
- 2014 : Captation Arte TV concert  en formation spéciale
- 2014 : Captation Audio France inter Francofolies de la Rochelle Hommage à Daho
- 2015 : Captation Alcaline

### & Tour
- 2017 : Concerts en Zéniths &  2 Bercy et Festivals - 75 dates - Concerts en Radio - 15 dates
- 2017 : Captation Bercy Diffusion en Direct
- 2017 : Captation Alcaline en formation spéciale

### Vous & Moi Tour
- 2018 : Concerts Théâtres et Festivals - 56 dates

### Aimée la tournée
- 2022 : Concerts et Festivals - 51 dates en Zéniths et Arenas et 4 dates à l'Accor Arena[50]

## Filmographie

### En tant qu'acteur
- 2009 : Les Astres noirs (court-métrage ; collection Écrire pour un chanteur de Canal+), de Yann Gonzalez : le jeune homme
- 2009 : Monstres contre Aliens de Conrad Vernon : Derek Dietl (doublage pour la version française)
- 2010 : Ensemble nous allons vivre une très très grande histoire d'amour..., de Pascal Thomas : Nicolas Heurtebise
- 2010 : Vampires, de Vincent Lannoo : Jean-Paul, le vendeur de cercueils
- 2010 : Le Cri cosmique (court-métrage), de Jules-César Bréchet : Eugène B.
- 2013 : Pop Redemption, de Martin Le Gall : Alex
- 2013 : Estuaire, de Gaëtan Chataigner : Golden Surfeur
- 2013 : Chez nous c'est trois !, de Claude Duty : l'acteur de Baisers fanés
- 2017 : Dix pour cent (série), saison 2 (épisodes 3, 4 et 5 - et voix seulement dans l'épisode 6), saison 3 (épisodes 2 et 3) : lui-même
- 2018 : Yéti et Compagnie de Karey Kirkpatrick : Percy Patterson (doublage pour la version française)
- depuis 2023 : Panda de Nicolas Cuche et Jérémy Mainguy : Panda

### Clips

#### En tant que réalisateur
- 2008 : Les Limites, coréalisateur Fabrice Laffont
- 2008 : Figures imposées, coréalisateur
- 2009 : Les Bords de mer, coréalisateur avec Waf
- 2011 : Kiss Me Forever, coréalisateur avec Waf
- 2011 : L'Été Summer, coréalisateur avec HK
- 2012 : Laisse avril, coréalisateur avec Waf
- 2013 : Paris-Seychelles, coréalisateur
- 2014 : Coule d'Alex Beaupain[51]
- 2014 : On attendra l'hiver
- 2014 : Chou-Wasabi, coréalisateur avec Shotgun
- 2015 : Corbeau blanc (live), coréalisateur Fabrice Laffont
- 2016 : Le Lac, coréalisateur avec Brice VDH
- 2016 : Sublime et Silence, co-réalisateur avec Brice VDH
- 2017 : Coco câline, co-réalisateur avec Brice VDH
- 2017 : Porto-Vecchio, co-réalisateur avec Brice VDH
- 2018 : Africa avec Dick Rivers (Scopitone), co-réalisateur avec Brice VDH
- 2020 : La fièvre, co-réalisateur avec Brice VDH
- 2020:  Nous
- 2021 : Kiki

#### Participation
- 2013 : Mon plus bel incendie de Arman Melies, réalisé par Julie Gavras

## Distinctions
| Année | Concours                     | Travail nommé                       | Récompense                              | Résultat   | Référence      |
| ----- | ---------------------------- | ----------------------------------- | --------------------------------------- | ---------- | -------------- |
| 2008  | Prix Constantin              | Julien Doré                         | Prix Constantin                         | Nomination |                |
| 2009  | NRJ Music Awards             | Les Limites                         | Chanson francophone de l'année          | Nomination |                |
| 2009  | Trophée Paris Match          | Julien Doré                         | Artiste de l'année                      | Lauréat    |                |
| 2009  | Victoire de la musique       | Ersatz                              | Album révélation                        | Lauréat    |                |
| 2009  | Victoire de la musique       | Ersatz                              | Révélation du Public                    | Nomination |                |
| 2009  | Victoire de la musique       | Les Limites                         | Vidéo-clip                              | Lauréat    |                |
| 2009  | Globe de cristal             | Julien Doré                         | Meilleur interprète masculin            | Lauréat    |                |
| 2012  | Globe de cristal             | Julien Doré                         | Meilleur interprète masculin            | Nomination |                |
| 2012  | Victoires de la musique      | Julien Doré                         | Meilleur clip                           | Nomination |                |
| 2014  | Prix du Magazine GQ          | Julien Doré                         | Musicien de l'année                     | Lauréat    |                |
| 2014  | Prix de la radio France Bleu | Julien Doré                         | Musicien de l'année                     | Lauréat    |                |
| 2014  | Victoires de la musique      | Løve                                | Album de chanson                        | Nomination |                |
| 2014  | NRJ Music Awards             | Paris-Seychelles                    | Chanson francophone de l'année          | Nomination |                |
| 2015  | Victoires de la musique      | Julien Doré                         | Artiste interprète masculin             | Lauréat    |                |
| 2017  | Globe de cristal             | Julien Doré                         | Meilleur interprète masculin            | Lauréat    |                |
| 2017  | Album RTL                    | &                                   | Album RTL                               | Lauréat    | Référence      |
| 2017  | Victoires de la musique      | &                                   | Artiste Masculin                        | Nomination |                |
| 2018  | Victoires de la musique      | & tour                              | Tournée de l'année                      | Nomination |                |
| 2020  | NRJ Music Awards             | Julien Doré                         | Artiste masculin francophone de l'année | Nomination | Site NRJ       |
| 2020  | NRJ Music Awards             | Nous                                | Clip de l'année                         | Nomination | Site NRJ       |
| 2021  | Victoires de la musique      | Aimée                               | Album de l'année                        | Nomination | Site Victoires |
| 2021  | Victoires de la musique      | Nous                                | Création audiovisuelle de l'année       | Lauréat    | Site Victoires |
| 2022  | NRJ Music Awards             | Aimée encore                        | Tournée francophone de l'année          | Nomination |                |
| 2022  | NRJ Music Awards             | Coup De Vieux (feat. Bigflo et Oli) | Collaboration francophone de l'année    | Lauréat    |                |
| 2022  | NRJ Music Awards             | Coup De Vieux (feat. Bigflo et Oli) | Clip francophone de l'année             | Lauréat    |                |

### Décoration
- Officier de l'ordre des Arts et des Lettres (2025)[55]

## Publications
- La fièvre, 2024, éditions EVALOU, 32 pages  (ISBN 978-2-490-07467-9)
- Frédéric Quinonero, Julien Doré à fleur de pop, L'Archipel, 2022

### Documentation
- Julien Doré sur Parlons TV